# Me and My Imagination
«Me And My Imagination» (En español: "Yo Y Mi Imaginación) es el segundo sencillo del tercer álbum de la cantante del Reino Unido Sophie Ellis-Bextor.

## El sencillo
El sencillo fue publicado en mayo de 2007, una semana antes de la publicación del esperado nuevo álbum de Sophie, "Trip The Light Fantastic".
Fue grabado y coescrito con Matt Prime y con la compositora inglesa Hannah Robinson, creadora de las canciones "Some Girls" y "So Good", ambos sencillos de Rachel Stevens en el año 2004.
Dicho sencillo entró clandestinamente en Internet en enero de 2007, y fue un tema muy descargado, aunque de manera ilegal. La primera publicación oficial en algún medio de comunicación fue en el anuncio para una revista juvenil del canal británico Channel 4, llamado "New Music Month". En el anuncio estaba, además de Sophie, Mutya Buena, Corinne Bailey Rae o Natasha Bedingfield. Cuando Sophie aparece, una parte del tema "Me & My Imagination" puede ser escuchado (Fue retirado de Youtube.com varios meses después por incumplimiento de normativa).
A pesar de faltar más de un mes para la salida oficial de "Me & My Imagination", el sencillo ya ha debutado en el n.º 30 de las Listas de Los Singles más Vendidos de Estados Unidos, el Billboard 200. Esta es una excelente noticia para la cantante, quién se encuentra en plena promoción por todo el mundo con su primer sencillo "Catch You". En China, Japón, Brasil e Israel, el sencillo ha entrado un mes antes en el Top 40, debido a las pre-ventas que tuvo.
Actualmente, este sencillo se encuentra en la Lista A de la BBC Radio 2, y en la Lista B de la BBC Radio 1.
Una semana anterior a su salida en el mercado musical, el sencillo ya ha copado los puestos más altos de las listas musicales, como por ejemplo, en Asia e Iberoamérica el sencillo ya ha debutado en el n.º 1 de las listas de ventas de países como China, Japón o Argentina, y ha vendido en todo el mundo más de 2.000.000 de copias.
El sencillo ya ha copado los números 1 de prácticamente todo el mundo, incluyendo Estados Unidos, Canadá, Francia, Italia, China, Japón, Singapur o Irlanda, entre otros. En el Reino Unido, debido a un fallo en el sistema de desgargas del sencillo "Me & My Imagination", el sencillo entró bastante mal en las listas, posicionándose en el n.º 41 en la semana del 14 de mayo. En su primera semana de publicación oficial, el sencillo entró en el nº23 de las Listas del Reino Unido, siendo la propia Sophie quién comentó su malestar con iTunes debido al fallo en el sistema de descargas de su canción, que, debido a esto, no pudo llegar más alto en las listas en esta semana. Esta posición del Reino Unido es la más baja de todos las posiciones en listas mundiales con respecto a esta canción.

## El videoclip
El videoclip fue grabado en Londres el 12 de marzo del 2007, y oficialmente publicado el videoclip en abril, y en todo el mundo, debido al éxito que cosechó su anterior tema, "Catch You".
El videoclip ha sido grabado por Nima Nourizadeh, que grabó los videoclips "LDN" y "Littlest Thing" de Lily Allen, "Over & Over" y "Ready For The Floor" de Hot Chip o "Velocity" de Maxïmo Park, entre otros. Fue grabado en West London.
- Datos: Q1410874